# Женская сборная Таиланда по кабадди
Женская национальная сборная Таиланда по кабадди — представляет Таиланд на международных соревнованиях по кабадди. Управляющей организацией является Ассоциация кабадди Таиланда (англ. Kabaddi Association of Thailand).

## Результаты выступлений

### Азиатские игры
| Год  | Победы | Ничьи | Поражения | Место |
| ---- | ------ | ----- | --------- | ----- |
| 2010 | 4      | 0     | 1         | 2     |
| 2014 | 2      | 0     | 2         | 3     |
| 2018 | 3      | 0     | 2         | 3     |